# Nigel Pruitt
Nigel Rachard Pruitt (* 3. Oktober 1994) ist ein US-amerikanisch-deutscher Basketballspieler.

## Werdegang
Nach seiner Schulzeit an der Bullis School in Potomac (US-Bundesstaat Maryland) gehörte der zwei Meter große Flügelspieler von 2012 bis 2016 der Mannschaft der Kennesaw State University im Bundesstaat Georgia an. In seinen 75 Spielen stand er 59 Mal in der Anfangsaufstellung, Pruitt erreichte Mittelwerte von 9,9 Punkten und 3,7 Rebounds je Begegnung. Er traf für die Hochschulmannschaft 116 Dreipunktewürfe bei 343 Versuchen.
Pruitt begann seine Profilaufbahn in der 1. Regionalliga in Deutschland. In der vierthöchsten Spielklasse des Landes war er von 2016 bis 2018 Mitglied der TSG Westerstede. In der Saison 2016/17 erzielte er 20,2 Punkte je Begegnung und erhöhte seine Punktausbeute im Spieljahr 2017/18 auf 21,4 pro Partie. Er wechselte zur Saison 2018/19 zur Fördermannschaft des Bundesligisten EWE Baskets Oldenburg, den Baskets Juniors/Oldenburger TB, in die 2. Bundesliga ProB. In 27 Begegnungen brachte es Pruitt dort auf 14 Punkte und 6 Rebounds je Einsatz. Des Weiteren machte er mit einer Trefferquote beim Dreipunktewurf von 38,3 Prozent (67 Treffer bei 175 Versuchen) auf sich aufmerksam. Auch 2019/20 stand er in Diensten der Fördermannschaft eines Bundesligisten, der Skyliners Frankfurt. Für die Hessen verbuchte Pruitt bei 18 Spielen einen Punkteschnitt von 14,9. Anfang Februar 2020 kam er des Weiteren in Frankfurts Mannschaft in der Basketball-Bundesliga zu einem Kurzeinsatz.
Pruitt, der 2018 eine aus Bruchhausen-Vilsen stammende Deutsche heiratete, nahm 2020 die deutsche Staatsbürgerschaft an und wechselte zur Saison 2020/21 zum österreichischen Erstligisten Oberwart Gunners. In 31 Ligaeinsätzen erreichte Pruitt für Oberwart Mittelwerte von 11,5 Punkten und 3,5 Rebounds, mit 69 getroffenen Dreipunktewürfen lag er ligaweit auf dem neunten Platz. Im Sommer 2021 ging Pruitt nach Deutschland zurück, er unterschrieb im Juni 2021 einen Vertrag beim Zweitligisten SC Rasta Vechta. Anfang Januar 2022 wechselte er zu Aris Leeuwarden in die Niederlande.
Im August 2022 vermeldete der spanische Zweitligist Oviedo CB seine Verpflichtung. Für die Mannschaft erzielte er in 29 Einsätzen des Spieljahres 2022/23 im Durchschnitt 6,5 Punkte. Während der Sommerpause 2023 schloss sich Pruitt dem isländischen Erstligisten Þór Þorlákshöfn an. Sein Punktedurchschnitt in der Liga Islands betrug in 27 Spielen während des Spieljahres 2023/24 18 je Begegnung, während er pro Einsatz zudem 6,8 Rebounds einsammelte.
Anfang Juli 2024 gab der französische Drittligaverein Mulhouse Basket Agglomération Pruitts Verpflichtung bekannt. Er bestritt fünf Spiele für die Mannschaft, in denen er im Durchschnitt 6,8 Punkte erzielte. Mitte Oktober 2024 trennte man sich wieder. Ende Januar 2025 wurde er vom isländischen Keflavík ÍF verpflichtet. In elf Spielen für Keflavík erzielte Pruitt einen Mittelwert von 7,3 Punkten. Zur Saison 2025/26 schloss er sich dem deutschen Zweitligisten SBB Baskets Wolmirstedt an.